# Divisions du Pakistan
Les divisions du Pakistan sont des subdivisions administratives du Pakistan. Elles se situent au deuxième échelon, entre les provinces et les districts. Elles représentent un échelon intermédiaire qui sert à contrôler les territoires pour le pouvoir fédéral, qui y nomme des « commissaires de divisions », qui coordonnent les travaux des commissaires de districts. Le rôle des divisions est ainsi marginal. Le système avait été aboli en 2000, avant d'être restauré en 2008. 

## Liste
| Divisions du Baloutchistan      | Divisions du Baloutchistan | Divisions du Baloutchistan |
| Division                        | Superficie (km2)           | Capitale                   |
| ------------------------------- | -------------------------- | -------------------------- |
| Kalat                           | 140 612                    | Khuzdar                    |
| Makran                          | 52 067                     | Turbat                     |
| Nasirabad                       | 16 946                     | Dera Murad Jamali          |
| Quetta                          | 64 310                     | Quetta                     |
| Sibi                            | 27 055                     | Sibi                       |
| Zhob                            | 46 200                     | Loralai                    |
| Divisions de Khyber Pakhtunkhwa |                            |                            |
| Division                        | Superficie (km2)           | Capitale                   |
| Bannu                           | 4 391                      | Bannu                      |
| Dera Ismail Khan                | 9 005                      | Dera Ismail Khan           |
| Hazara                          | 17 194                     | Abbottabad                 |
| Kohat                           | 7 012                      | Kohat                      |
| Malakand                        | 29 872                     | Saidu Sharif               |
| Mardan                          | 3 046                      | Mardan                     |
| Peshawar                        | 4 001                      | Peshawar                   |
| Divisions du Pendjab            |                            |                            |
| Division                        | Superficie (km2)           | Capitale                   |
| Bahawalpur                      | 45 588                     | Bahawalpur                 |
| Dera Ghazi Khan                 | 38 778                     | Dera Ghazi Khan            |
| Faisalabad                      | 17 917                     | Faisalabad                 |
| Gujranwala                      | 17 206                     | Gujranwala                 |
| Lahore                          | 11 727                     | Lahore                     |
| Multan                          | 17 935                     | Multan                     |
| Rawalpindi                      | 22 255                     | Rawalpindi                 |
| Sahiwal                         | 10 302                     | Sahiwal                    |
| Sargodha                        | 26 360                     | Sargodha                   |
| Sheikhupura                     | 26 360                     | Sheikhupura                |
| Divisions du Sind               |                            |                            |
| Division                        | Superficie (km2)           | Capitale                   |
| Banbhore                        | 31 436                     | Thatta                     |
| Hyderabad                       | 33 527                     | Hyderabad                  |
| Karachi                         | 3 528                      | Karachi                    |
| Larkana                         | 15 543                     | Larkana                    |
| Sukkur                          | 24 505                     | Sukkur                     |
| Mirpur Khas                     | 28 171                     | Mirpur Khas                |
| Shaheed Benazirabad             | 18 175                     | Nawabshah                  |
| Divisions du Gilgit-Baltistan   |                            |                            |
| Division                        | Superficie(km2)            | Capitale                   |
| Gilgit                          | -                          | Gilgit                     |
| Baltistan                       | -                          | Skardu                     |
| Divisions de l'Azad Cachemire   |                            |                            |
| Division                        | Superficie (km2)           | Capitale                   |
| Mirpur                          | -                          | Mirpur                     |
| Muzaffarabad                    | -                          | Muzaffarabad               |
| Poonch                          | -                          | Rawalakot                  |

## Source
- Divisions of Pakistan sur statoids.com